# Pierre Levesque
Pierre Levesque, född 10 augusti 1960, är en fransk travtränare, travkusk och montéryttare. Han driver sitt eget stall på gården Bellevent i Beuzeville-la-Bastille. Han har tränat och kört hästar som Offshore Dream och Meaulnes du Corta. Han är sonson till travprofilen Henri Levesque som tränat hästar som Roquépine och Hadol du Vivier.

## Karriär
Pierre Levesque tog sin första seger den 12 september 1977 tillsammans med hästen Hammam. Levesque var då 17 år gammal. År 1979 blev han utsedd till bästa lärling i Frankrike i både sulkylopp och monté. Han tog sin första storloppsseger 1985 då han vann världens största montélopp Prix de Cornulier med Mirande du Cadran. Han började sedan att överge montéloppen för att satsa helhjärtat på sulkylopp. 1997 tog han sin 1000:e seger med hästen Farnese. 1998 tog han även licens som travtränare.
I januari 2007 segrade han i världens största travlopp Prix d'Amérique tillsammans med egentränade Offshore Dream. Tillsammans med Offshore Dream tog han även ett flertal andra storloppssegrar, bland annat Prix de l'Atlantique och Prix de Washington och en symbolisk seger i Prix Henri Levesque.
Under sommaren 2007 segrade Levesque i Prix d'Été tillsammans med Meaulnes du Corta. Den 30 september vann Levesque två storlopp på samma dag. Han vann Europeiskt femåringschampionat tillsammans med Offshore Dream och sedan finalen av World Cup Trot med Meaulnes du Corta. Hans exceptionella säsong 2007 fortsatte med fokus på det franska vintermeetinget och i början av 2008 tog han sin andra raka seger i Prix d'Amérique med Offshore Dream.
År 2011 stängdes Levesque av från att både köra och träna hästar i ett år, på grund av ett positivt dopningstest, där det förbjudna ämnet Betametason hittats i en av hans hästar.
Levesque är far till Thomas och Camille, som båda två rider och kör hästar.